# Colin Fitzgerald
Colin John Fitzgerald (* 26. November 1955) ist ein ehemaliger australischer Radrennfahrer.

## Sportliche Laufbahn
Fitzgerald war im Bahnradsport aktiv. Er war Teilnehmer der Olympischen Sommerspiele 1980 in Moskau. In der Mannschaftsverfolgung kam Australien mit Colin Fitzgerald, Kevin Nichols, Kelvin Poole und Gary Sutton auf den 6. Platz. 
Bei den Commonwealth Games 1978 in Edmonton gewann er die Goldmedaille in der Mannschaftsverfolgung.